# 江戸通り
江戸通り（えどどおり）は東京都千代田区大手町から台東区花川戸に至る道路の通称（東京都道路通称名）である。

## 概要
東京駅の北東側（大手町）から北東に進んで浅草橋に至り、浅草橋交差点より先は隅田川の西側を並行して北上し、浅草寺方向に進んで言問橋（花川戸）に至る。
現在の国道6号に指定されている区間の東京都中央区の浅草橋交差点から台東区言問橋西交差点は江戸時代から続く江戸東京の大動脈奥州街道にあたる。
千代田区および中央区の区間は、奥州街道の本道（現在の大手門から常磐橋、大伝馬町、横山町、東日本橋、浅草橋交差点の特別区道ルート）のバイパス道路として明治時代に整備された。

## 通過する自治体
- 東京都
  - 千代田区
  - 中央区
  - 台東区

## 構成道路
以下の道路路線から構成される。中央区内では複数の国道が重複している。
- 丸の内一丁目交差点（千代田区） - 室町三丁目交差点（中央区）：東京都道407号丸の内室町線
- 室町三丁目交差点（中央区） - 本町三丁目交差点（中央区）：国道4号・国道6号・国道14号（重複）
- 本町三丁目交差点（中央区） - 浅草橋交差点（中央区）：国道6号・国道14号（重複）
- 浅草橋交差点（中央区） - 言問橋西交差点（台東区）：国道6号

## 交差する主な道路
- 千代田区
  - 丸の内一丁目交差点：永代通り（国道1号・国道20号）
- 中央区
  - 新常盤橋交差点：外堀通り（東京都道405号外濠環状線）
  - 室町三丁目交差点：中央通り（国道4号・国道6号・国道14号・国道17号）
  - 本町三丁目交差点：昭和通り（国道4号・東京都道316号日本橋芝浦大森線）
  - 小伝馬町交差点：人形町通り（秋葉原方面一方通行）
  - 馬喰町交差点：清洲橋通り（浜町方面一方通行）
  - 浅草橋交差点：靖国通り・京葉道路（国道14号・東京都道302号新宿両国線）
- 台東区
  - 蔵前一丁目交差点：蔵前橋通り（東京都道315号御徒町小岩線）
  - 蔵前二丁目交差点：国際通り（東京都道462号蔵前三ノ輪線）
  - 厩橋交差点：春日通り（東京都道453号本郷亀戸線）
  - 駒形橋西詰交差点：浅草通り（東京都道463号上野月島線）
  - 吾妻橋交差点：雷門通り
  - 言問橋西詰：言問通り（東京都道319号環状三号線）・東京都道314号言問大谷田線・東京都道464号言問橋南千住線）

## 接続する鉄道
中央区内の全区間（新常盤橋交差点 - 浅草橋交差点）ではJR総武快速線が、台東区内の大部分（浅草橋交差点 - 駒形橋西詰交差点）では都営地下鉄浅草線が江戸通りの地下を通っている。
- 東京駅（新幹線・JR各線）
- 大手町駅（東京メトロ各線・都営三田線） - 起点直下、永代通り沿いに東西線のホームが設置されている。
- 新日本橋駅（JR総武線快速） - 室町三丁目交差点直下。新日本橋駅と接続する三越前駅は中央通り直下に設置されている。
- 小伝馬町駅（東京メトロ日比谷線） - 小伝馬町交差点直下、総武快速線と日比谷線（人形町通り直下）が交差する地点に日比谷線単独の駅が設置されている。
- 馬喰町駅（JR総武線快速） - 馬喰町交差点直下。馬喰町駅と接続する馬喰横山駅は清洲橋通り直下に設置されている。
- 浅草橋駅（JR総武緩行線・都営浅草線） - 浅草橋の北側でJRの高架をくぐる。浅草線の駅は道路直下、JRの駅は浅草橋駅前交差点西側に設置されている。
- 蔵前駅（都営浅草線・都営大江戸線） - 浅草線の駅は蔵前二丁目交差点直下、大江戸線（春日通り直下）は厩橋交差点直下に設置されている。
- 浅草駅（東武伊勢崎線・東京メトロ銀座線・都営浅草線） - 駒形橋、吾妻橋付近。